# Landenne
Landenne is een dorp in de Belgische provincie Namen en een deelgemeente van Andenne. 

## Ligging
In de deelgemeente liggen ook de gehuchten Petit-Waret, Vèlaine en Troka.
In het noorden ligt de autosnelweg A15/E42, die er een op- en afrit heeft. Van noord naar zuid loopt door de deelgemeente de N921 tussen Bierwart en Andenne.

## Geschiedenis
Op de Ferrariskaart uit de jaren 1770 is de plaats aangeduid als het dorp Landenne. Het lag in het graafschap Namen, dicht bij de grens met het prinsbisdom Luik. Op het eind van het ancien régime werd Landenne een gemeente in het arrondissement Hoei in het departement Ourthe, wat na de Franse periode de Nederlandse provincie Luik werd.
In 1977 werd Landenne een deelgemeente van de fusiegemeente Andenne en werd zo overgeheveld naar de provincie Namen en het arrondissement Namen. In het noorden van Landenne werd wat grondgebied uitgewisseld met Héron, zodat de gemeentegrens daar voortaan samenviel met het tracé van de autosnelweg.

## Demografische ontwikkeling
- Bronnen:NIS, Opm:1831 tot en met 1970=volkstellingen, 1976= inwoneraantal op 31 december

## Bezienswaardigheden
- De Sint-Remigiuskerk (Église Saint-Rémy) met een toren uit de 12e eeuw, die samen met het kerkhof en de directe omgeving beschermd is als monument.
- De eveneens beschermde kasteelboerderij genaamd "ferme Libois".
- Château du Chant d'Oiseaux (1855), locatie voor groepen en bosklassen

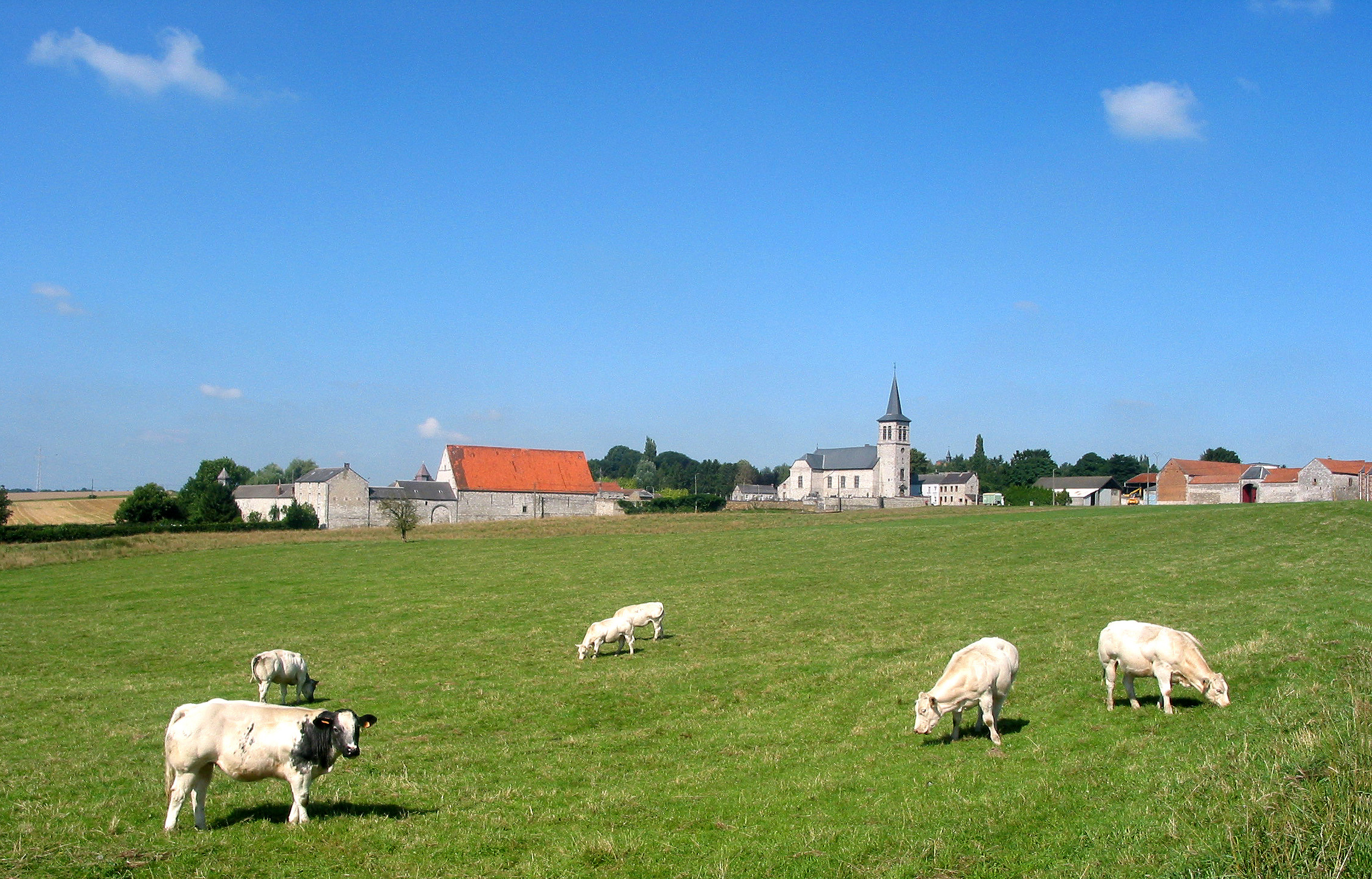
Kerk Saint-Remy en kasteelboerderij Libois
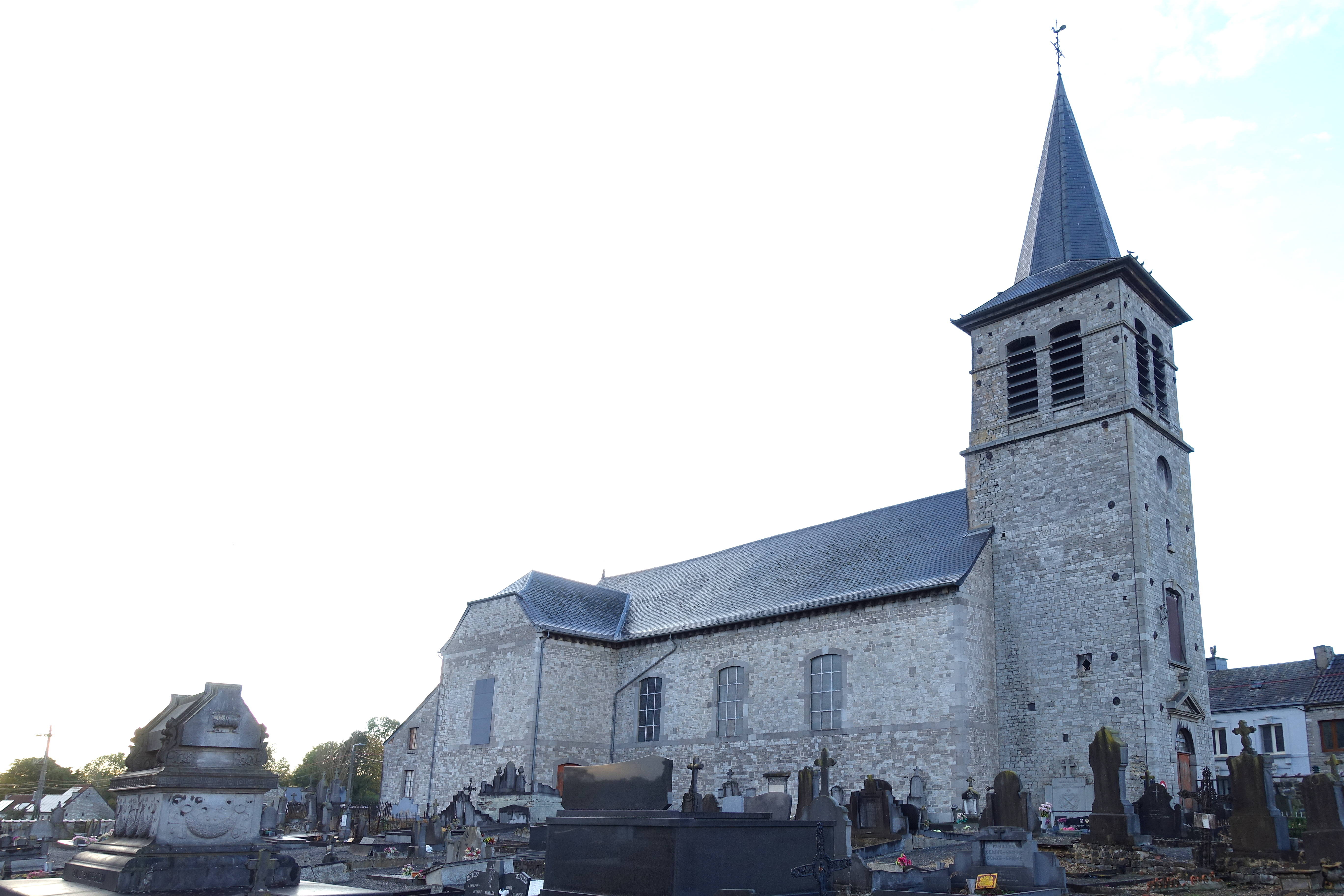
Beschermde Saint-Rémykerk
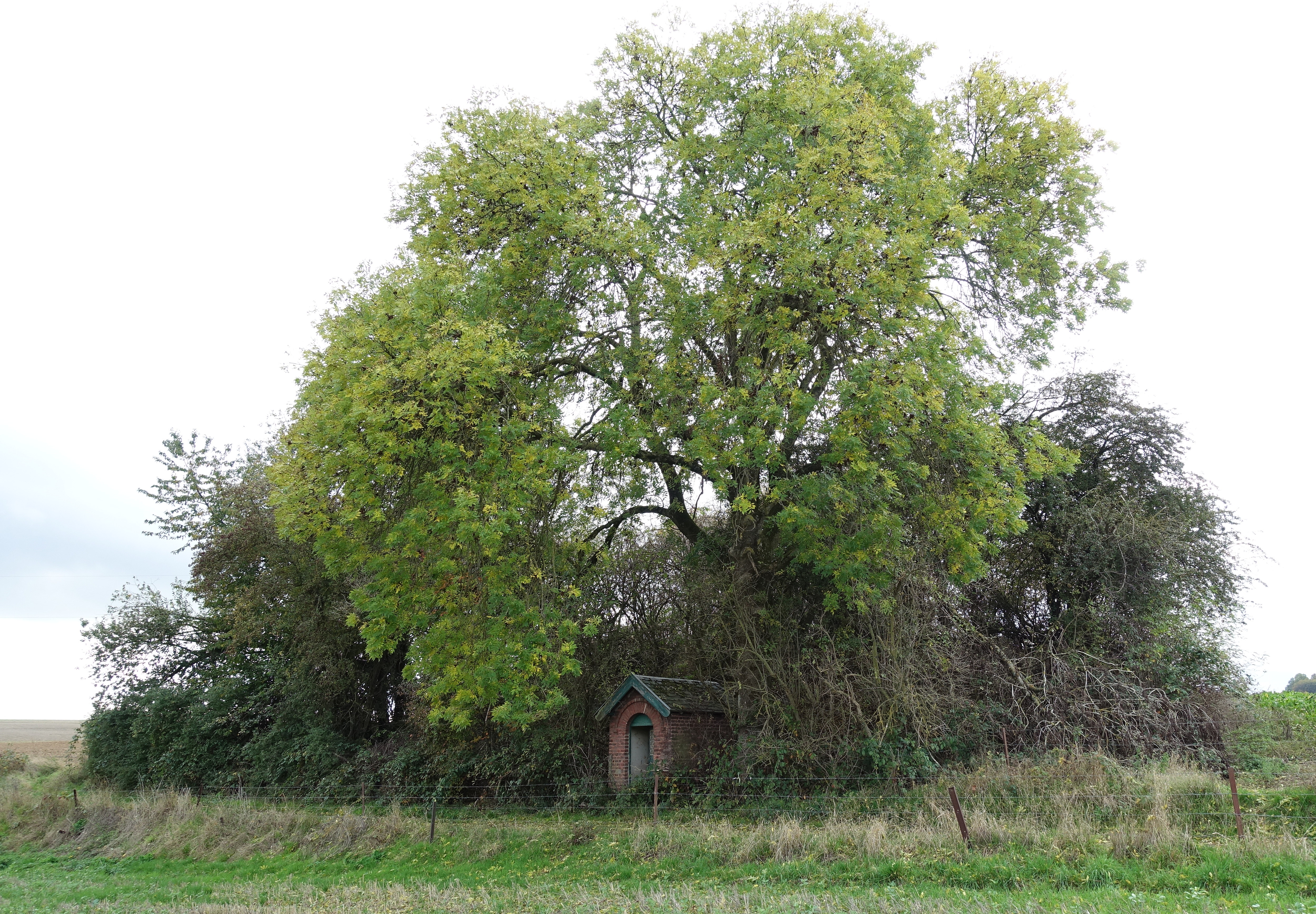
Sint-Barbarakapel met boom op een kleine terril van ijzerertsontginning
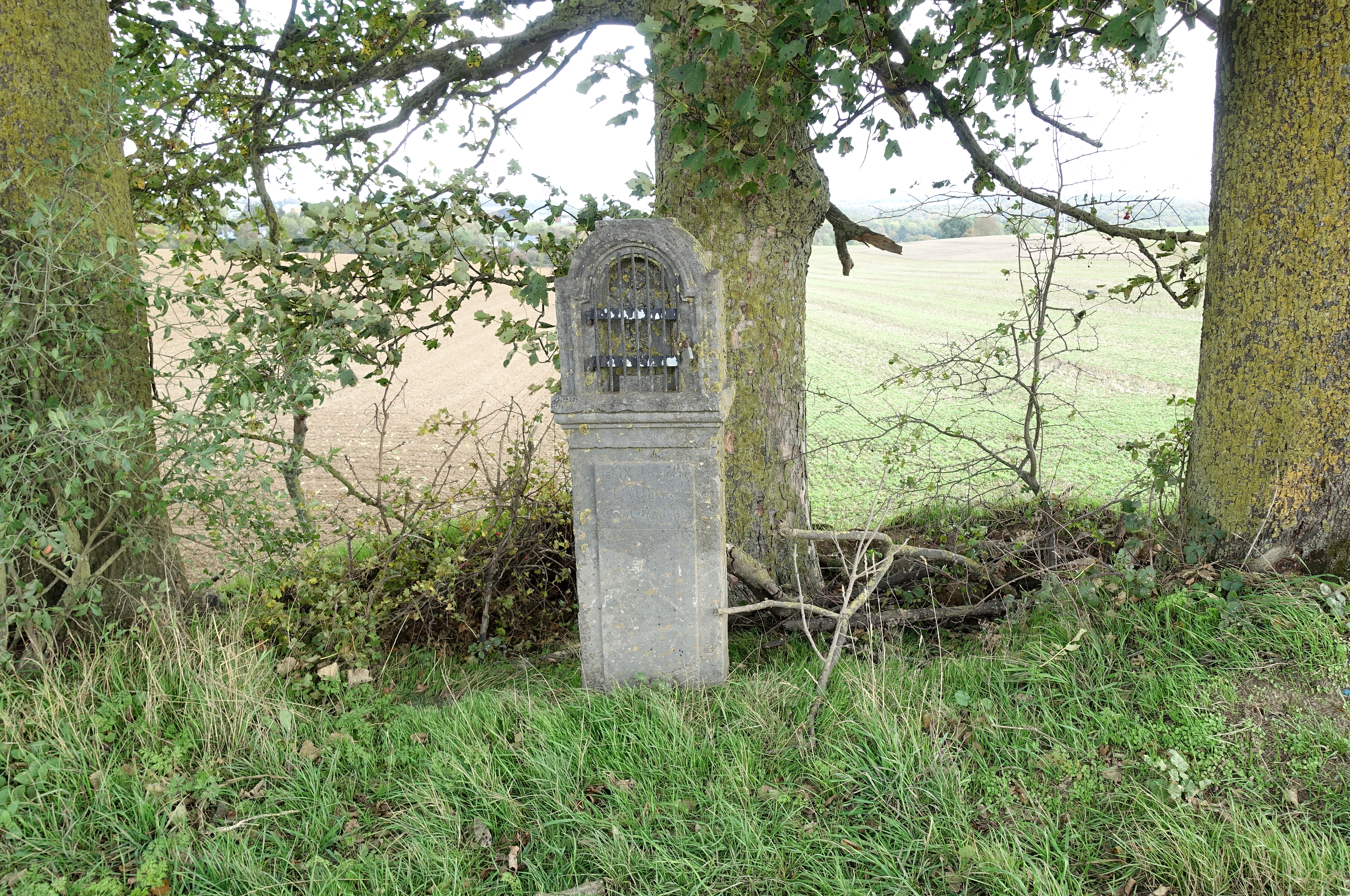
In steen gehouwen Sint-Jozefkapelletje en beeld uit 1823
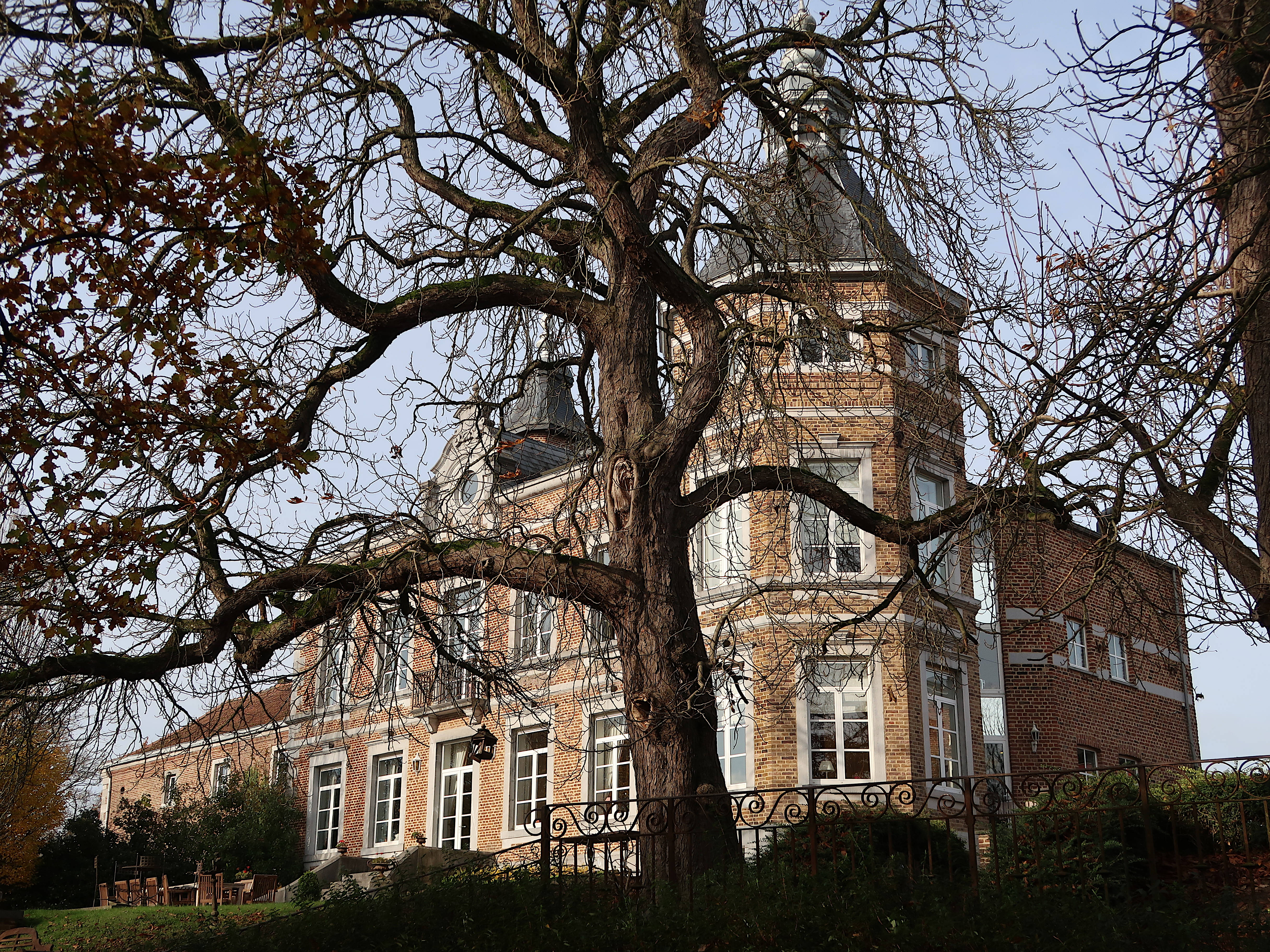
Château du Chant d'Oiseaux